# روبي هومل
روبي هومل (بالإنجليزية: Robbie Hummel)‏ مواليد 8 مارس 1989، هو لاعب كرة سلة أمريكي يلعب مع فريق مينيسيوتا تيمبر وولفز في الرابطة الوطنية لكرة السلة ويحمل الرقم 4. يبلغ طوله 6 قدم 9 بوصة (2.1 م).

## فرق لعب لها
- مينيسيوتا تيمبر وولفز

## روابط خارجية
- روبي هومل على موقع إن بي أي (الإنجليزية)
- روبي هومل على موقع سبورتس رفرنس (الإنجليزية)
- روبي هومل على موقع الدوري الإسباني لكرة السلة (الإسبانية)
- روبي هومل على موقع كرة السلة الأوروبية.كوم (الإنجليزية)
- روبي هومل على موقع إي إس بي إن.كوم (الإنجليزية)
- روبي هومل على موقع كلية كرة السلة في سبورتس رفرنس.كوم (الإنجليزية)
- روبي هومل على موقع ريلجم (الإنجليزية)
- روبي هومل على موقع بروبوليرز (الإنجليزية)
- روبي هومل على موقع سبورتس رفرنس (الإنجليزية)